# Omalodes lucidus
Omalodes lucidus är en skalbaggsart som beskrevs av Wilhelm Ferdinand Erichson 1834. Omalodes lucidus ingår i släktet Omalodes och familjen stumpbaggar.

## Underarter
Arten delas in i följande underarter:
- O. l. lucidus
- O. l. peruvianus